# Su Yiming
Su Yiming (xinès simplificat: 苏翊鸣, pinyin: Sū Yìmíng; Jilin, 18 de febrer de 2004) és un esportista xinés que competeix en surf de neu, especialista en les proves de slopestyle i big air. D'infant, també va ser actor.
En guanyar l'esdeveniment Big Air de la Copa del Món de surf de neu FIS 2021-22 a l'estació d'esquí Steamboat el 4 de desembre de 2021, es va convertir en el primer surfista de neu xinés que va aconseguir una posició de podi de la Copa del Món.
Su és considerat el primer surfista de neu a completar i aterrar amb èxit el gir aeri de 1980 graus.
Va participar en els Jocs Olímpics de Pequín 2022, obtenint dos medalles, or en el big air i plata en slopestyle. Addicionalment, va aconseguir una medalla de bronze en els X Games d'Hivern de 2023.